# Izraelská mužská basketbalová reprezentace
Izraelská mužská basketbalová reprezentace reprezentuje Izrael v mezinárodních soutěžích v basketbalu.

## Mistrovství světa
| Rok/pořádající země                   | Účast                           |
| ------------------------------------- | ------------------------------- |
| MS 1950 Argentina                     | Ne                              |
| MS 1954 Brazílie                      | 8. místo                        |
| MS 1959 Chile                         | Ne                              |
| MS 1963 Brazílie                      | Ne                              |
| MS 1967 Uruguay                       | Ne                              |
| MS 1970 Jugoslávie                    | Ne                              |
| MS 1974 Portoriko                     | Ne                              |
| MS 1978 Filipíny                      | Ne                              |
| MS 1982 Kolumbie                      | Ne                              |
| MS 1986 Španělsko                     | 7. místo                        |
| MS 1990 Argentina                     | Ne                              |
| MS 1994 Kanada                        | Ne                              |
| MS 1998 Řecko                         | Ne                              |
| MS 2002 USA                           | Ne                              |
| MS 2006 Japonsko                      | Ne                              |
| MS 2010 Turecko                       | Ne                              |
| MS 2014 Španělsko                     | Ne                              |
| MS 2019 Čína                          | Ne                              |
| MS 2023 Filipíny, Japonsko, Indonésie | Ne                              |
| Celkem                                | Účast – 2× · – 0× · – 0× · – 0× |

## Mistrovství Evropy
| Rok/pořádající země                            | Účast                            |
| ---------------------------------------------- | -------------------------------- |
| ME 1935 Švýcarsko                              | Ne                               |
| ME 1937 Lotyšsko                               | Ne                               |
| ME 1939 Litva                                  | Ne                               |
| ME 1946 Švýcarsko                              | Ne                               |
| ME 1947 ČSR                                    | Ne                               |
| ME 1949 Egypt                                  | Ne                               |
| ME 1951 Francie                                | Ne                               |
| ME 1953 SSSR                                   | 5. místo                         |
| ME 1955 Maďarsko                               | Ne                               |
| ME 1957 Bulharsko                              | Ne                               |
| ME 1959 Turecko                                | 11. místo                        |
| ME 1961 Jugoslávie                             | 11. místo                        |
| ME 1963 Polsko                                 | 9. místo                         |
| ME 1965 SSSR                                   | 6. místo                         |
| ME 1967 Finsko                                 | 8. místo                         |
| ME 1969 Itálie                                 | 11. místo                        |
| ME 1971 Německo                                | 11. místo                        |
| ME 1973 Španělsko                              | 7. místo                         |
| ME 1975 Jugoslávie                             | 7. místo                         |
| ME 1977 Belgie                                 | 5. místo                         |
| ME 1979 Itálie                                 | Stříbrná medaile                 |
| ME 1981 ČSSR                                   | 6. místo                         |
| ME 1983 Francie                                | 6. místo                         |
| ME 1985 Německo                                | 9. místo                         |
| ME 1987 Řecko                                  | 11. místo                        |
| ME 1989 Jugoslávie                             | Ne                               |
| ME 1991 Itálie                                 | Ne                               |
| ME 1993 Německo                                | 15. místo                        |
| ME 1995 Řecko                                  | 9. místo                         |
| ME 1997 Španělsko                              | 9. místo                         |
| ME 1999 Francie                                | 9. místo                         |
| ME 2001 Turecko                                | 10. místo                        |
| ME 2003 Švédsko                                | 7. místo                         |
| ME 2005 Srbsko a Černá Hora                    | 9. místo                         |
| ME 2007 Španělsko                              | 11. místo                        |
| ME 2009 Polsko                                 | 14. místo                        |
| ME 2011 Litva                                  | 13. místo                        |
| ME 2013 Slovinsko                              | 21. místo                        |
| ME 2015 Chorvatsko, Francie, Lotyšsko, Německo | 9. místo                         |
| ME 2017 Finsko, Izrael, Rumunsko, Turecko      | 21. místo                        |
| ME 2022 Česko, Gruzie, Německo, Itálie         | 17. místo                        |
| Celkem                                         | Účast – 29× · – 0× · – 1× · – 0× |

## Olympijské hry
| Rok/pořádající země | Účast                           |
| ------------------- | ------------------------------- |
| Berlín 1936         | Ne                              |
| Londýn 1948         | Ne                              |
| Helsinky 1952       | 17. místo                       |
| Melbourne 1956      | Ne                              |
| Řím 1960            | Ne                              |
| Tokio 1964          | Ne                              |
| Mexiko 1968         | Ne                              |
| Mnichov 1972        | Ne                              |
| Montreal 1976       | Ne                              |
| Moskva 1980         | Ne                              |
| Los Angeles 1984    | Ne                              |
| Soul 1988           | Ne                              |
| Barcelona 1992      | Ne                              |
| Atlanta 1996        | Ne                              |
| Sydney 2000         | Ne                              |
| Atény 2004          | Ne                              |
| Peking 2008         | Ne                              |
| Londýn 2012         | Ne                              |
| Rio de Janeiro 2016 | Ne                              |
| Tokio 2020          | Ne                              |
| Celkem              | Účast – 1× · – 0× · – 0× · – 0× |